# Live at Slim's 8-Track Tape
Live at Slim's es un cartucho de 8 pistas de Melvins, publicado en 2000 por Life is Abuse Records, y grabado en vivo el 17 de junio de 1999, en Slim's, San Francisco.

## Lista de canciones
1. «Manky»
2. «See How Pretty, See How Smart»
3. «Amazon»
4. «Let it All Be»
5. «Let God be Your»
6. «Hog Leg»
7. «With Teeth The Bit»
8. «Lovely Butterfly»

## Personal
- Buzz Osborne - Guitarra, voz
- Dale Crover - Batería
- Kevin Rutmanis - Bajo